# Чешмеалтъ (вилает Чанаккале)
Чешмеалтъ (на турски: Çeşmealtı) е село в околия Бига, вилает Чанаккале, Турция. Разположено на около 10 метра надморска височина. Населението му през 2000 г. е 596 души, основно българи – мюсюлмани (помаци), преселили се през 1878 г. от Орханийско. Според К.Гьозлер, местните са потомци на преселници от Бяла Слатина или от околните села по времето на Руско-турската война. Говорят на ловчански диалект, но днес повечето знаят само отделни думи.